# 皮坎城 (喬治亞州)
皮坎城（英語：Pecan City）是位於美國喬治亞州多爾蒂縣的一個非建制地區。該地的面積和人口皆未知。

## 地理
皮坎城的座標為31°31′04″N 84°04′12″W / 31.51778°N 84.07000°W，而該地的平均海拔高度為67米（即220英尺）。